# La Cage (Morisot)
Pour les articles homonymes, voir Cage (homonymie).
La Cage est un tableau réalisé par la peintre française Berthe Morisot en 1885. De format vertical, cette huile sur toile représente une cage d'oiseaux cylindrique posée devant un pot de fleurs et contenant deux astrilds ondulés blotis l'un contre l'autre sur son perchoir. Don de Wallace and Wilhelmina Holladay, l'œuvre est conservée au National Museum of Women in the Arts, à Washington, aux États-Unis.